# Bachanahalli Avare Kadu Estate, Sakleshpur
Bachanahalli Avare Kadu Estate là một làng thuộc tehsil Sakleshpur, huyện Hassan, bang Karnataka, Ấn Độ.